# 千葉県立船橋旭高等学校
千葉県立船橋旭高等学校（ちばけんりつ ふなばしあさひ こうとうがっこう）は、かつて千葉県船橋市夏見台五丁目に所在した公立の高等学校。

## 概要
千葉県立高等学校再編計画により、2011年度（平成23年度）に千葉県立船橋西高等学校と統合し、単位制高校の千葉県立船橋啓明高等学校としてスタートした。
統合後の旧・船橋旭高校の校舎は、まず直前の2011年3月11日に東日本大震災で学校の敷地全体が被災した浦安市の県立浦安南高等学校が急遽、同年4月から8月まで一時的に仮校舎として利用した。その後、千葉県立船橋特別支援学校から中学部・高等部を分離して2015年度（平成27年度）に開校した千葉県立船橋夏見特別支援学校の校舎として利用されている。

## 設置学科
- 普通科

## 所在地
- 〒273-0866 千葉県船橋市夏見台五丁目6番1号

## 沿革
- 1976年4月1日 - 千葉県立船橋旭高等学校として開校。
- 2011年4月 - 千葉県立船橋西高等学校と統合し、千葉県立船橋啓明高等学校として新たに開校。

## 著名な卒業生
- 塩野健士（ロックミュージシャン）
- 生形真一（ロックミュージシャン）
- 吉木りさ（グラビアアイドル）
- 所司和晴（将棋棋士）
- 石坂ブライアン（プロレスラー）

## 交通
- 東武野田線馬込沢駅  徒歩で約25分
- 東武野田線塚田駅  徒歩で約25分
- JR船橋駅  バスで約15分・徒歩で約40分